# پارک ملی تاکا بنرات
پارک ملی تاکا بنرات (به لاتین: Taka Bonerate National Park) یک پارک دریایی است که جزایر آب‌سنگ حلقوی را در بر دارد و در دریای فلورس، جنوب جزیره سولاوسی اندونزی واقع شده است. 
این ناحیه که شامل جزایر مرجانی و مناطق دریایی اطراف آن است در سال ۱۹۹۲ به عنوان پارک ملی حفاظت شده شناخته شد.